# El Rigüelo (Casariche)
El Rigüelo es una pedanía de Casariche, un municipio español de la provincia de Sevilla, Andalucía. Sus coordenadas geográficas son 37,27º Norte y 4,77º Oeste. Se encuentra a unos 3,5 kilómetros del municipio en dirección aguas arriba del Río Yeguas, en su margen izquierdo, enclavado al sur del término, muy próximo al límite con el de Estepa y La Roda de Andalucía. Anteriormente, la aldea se denominaba "Badofebrero" (o Vadofebrero), desde que fuera bautizada así en 1549.

## Demografía
La población de El Rigüelo roza los 350 habitantes, después de un progresivo aumento muy débil a lo largo de la última década.
| 1996 | 1998 | 1999 | 2000 | 2001 | 2002 | 2003 | 2004 | 2005 | 2006 | 2007 | 2008 | 2009 | 2010 | 2011 |
| ---- | ---- | ---- | ---- | ---- | ---- | ---- | ---- | ---- | ---- | ---- | ---- | ---- | ---- | ---- |
| 300  | 303  | 305  | 308  | 315  | 322  | 320  | 334  | 337  | 328  | 329  | 338  | 344  | 352  | 349  |

## Legado arqueológico
En marzo de 1970, en el conocido como "Cortijo Parejo", se encontraron por accidente restos de antiguas construcciones romanas a unos dos metros de profundidad. Se procedió entonces a una excavación en todo el perímetro en la que se hallaron multitud de restos de gran valor, entre los que destacaron varios mosaicos. Uno de ellos, de 4,56 metros de altura por 2,64 de ancho, data del siglo II d. C., y se encuentra expuesto en el Museo Arqueológico de Sevilla.
Los cimientos cruzados a dos niveles de la edificación romana, hace suponer que se  edificó sobre los restos de otra anteriormente destruida. La presencia de carbón y ceniza entre ambos cimientos revela que la primera construcción fue destruida por fuego. Aunque aún no se ha confirmado, diversos estudios avalan la teoría de que los restos pertenezcan a la pequeña ciudad de Carruca, incendiada por los pompeyanos en vísperas de la batalla de Munda. Carruca fue una ciudad próxima a la de Ventippo, según datos aparecidos en el "Bellum Hispaniense".

## Fiestas populares
La festividad más relevante de El Rigüelo es la romería de San Isidro. Tiene lugar durante el fin de semana que corresponde con el 15 de mayo, empezando el viernes con el traslado de la imagen desde la parroquia Ntra Sra de la Encarnación de Casariche a la aldea. Durante el fin de semana, se celebran multitud de juegos y actividades, actuaciones musicales, concursos, degustaciones, competiciones deportivas y la elección de reina, damas de honor y mister entre los jóvenes residentes en la pedanía. La festividad concluye el domingo con la entrega de trofeos y traslado de la imagen de nuevo a la parroquia. La fiesta es organizada por su propia hermandad con la colaboración del Ayuntamiento de Casariche.